# Franklin Farrel
Franklin „Frank” Farrel (ur. 23 marca 1908 w Ansonii, zm. 2 lipca 2003 w North Branford) – amerykański hokeista występujący na pozycji bramkarza, reprezentant kraju, srebrny medalista olimpijski.
W 1932 roku na igrzyskach w Lake Placid zdobył srebrny medal olimpijski w turnieju hokeja na lodzie. W turnieju zagrał we wszystkich sześciu meczach.
Występował w amerykańskiej amatorskiej lidze NCAA. Od sezonu 1928/1929 do sezonu 1930/1931 reprezentował w tych rozgrywkach Uniwersytet Yale.